# Retro-Style Barhan
De Retro-Style Barhan is een grote terreinwagen van Kirgizische autoproducent Retro-Style in Bisjkek. 
Wat was begonnen met enkele computerbeelden, werd in minder dan een jaar realiteit. De Barhan werd gebouwd op het chassis van de veel gebruikte GAZ 66. De structuur van het interieur bleef intact, maar met een groot aantal nieuwe carrosseriepanelen transformeerde de wagen volledig in een Hummer H1-look-a-like. 